# کریوو پوله
کریوو پوله (به بلغاری: Krivo Pole) یک منطقهٔ مسکونی در بلغارستان است که در شهرستان هاسکوفو واقع شده‌است.